# NGC 3590
NGC 3590 är en öppen stjärnhop ungefär 7500 ljusår från jorden i kölen.